# Invisible Woman
Người phụ nữ tàng hình hay Invisible Woman (Susan "Sue" Storm), từng được biết đến với tên gọi Cô gái tàng hình, là một nữ Siêu anh hùng xuất hiện trong truyện tranh của Mỹ do Marvel Comics xuất bản. Nhân vật là một trong những thành viên lập ra Bộ tứ siêu đẳng và là nhân vật siêu anh hùng nữ đầu tiên được tạo ra bởi Marvel trong thời đại Bạc của truyện tranh.
Sue Richards có được sức mạnh của mình sau khi bị phơi nhiễm tia vũ trụ. Sức mạnh của cô là bẻ cong ánh sáng giúp cho cô và mọi người xung quanh tàng hình được. Cô cũng có thể dùng năng lực từ trường để tạo ra lá chắn tàng hình giúp cho bảo vệ và tấn công. Richards đóng một vai trò rất quan trọng với cậu em trai đầu nóng Johnny Storm, người chồng thông minh Reed Richards, người bạn thân Ben Grimm và hai đứa con (Franklin và Valeria).
Là một đối tượng say mê của Doctor Doom và nhất là, Namor, sức mạnh tàng hình của Sue chưa được mở rộng vì vậy cô thường làm người đẹp gặp nạn trong những buổi đầu phiêu lưu. Sau khi phát triển khả năng từ trường, cô đã trở thành thành viên chủ chốt thứ hai trong đội cùng với sự can đảm ngày một lớn.
Người phụ nữ tàng hình được thể hiện bởi Jessica Alba trong bộ phim Fantastic Four 2005 và phần sau của nó vào năm 2007 và bởi Kate Mara trong bộ phim reboot năm 2015.

## Lịch sử xuất bản
Sáng tạo bởi tác giả Stan Lee và họa sĩ/đồng tác giả Jack Kirby, nhân vật xuất hiện lần đầu trong ấn phẩm The Fantastic Four#1 (tháng 11 năm 1961).
Stan Lee không muốn Sue có siêu sức mạnh, "làm Wonder Woman và đấm mọi người", vì vậy cuối cùng cho nhân vật sức mạnh tàng hình lấy ý tưởng từ bộ phim The Invisible Man. Trong nhiều ấn phẩm đầu tiên của The Fantastic Four, cho thấy sức mạnh của Sue giống như loạt seri "Invisible" của hãng Universal, điều đó bắt buộc cô phải cởi bỏ hết quần áo, nhưng tác giả nhấn mạnh rằng nó hơi "quá gợi cảm" cho một bộ truyện tranh.
Sức mạnh tàng hình của cô trong những ấn phẩm đầu thì không có gì nổi trội lắm so với các thành viên còn lại của đội. Ở ấn phẩm thứ 22, sức mạnh của Sue được mở rộng, cô có thể che giấu người khác và tạo ra các trường lực. Tuy vậy, Susan vẫn đảm nhiệm chức vụ trợ lý và là thành viên thứ hai trong đội sau Reed trong những năm đầu của bộ truyện. Sau khi John Byrne that đổi bộ truyện này, Susan ngày càng tự tin hơn vào khả năng của mình. Susan giờ đã được nhìn nhận là một nhân vật mạnh hơn trong vũ trụ truyện tranh Marvel.

## Ngoại hình, tính cách và sức mạnh
Susan nặng 54 kg, cao 5'6", có mắt màu xanh và tóc màu vàng trong truyện. Cô là người hiền dịu, là keo gắn trong gia đình của bộ tứ và luôn quan tâm đến tất cả mọi người nhưng luôn mạnh mẽ, vững vàng trong các cuộc chiến với thế lực tà ác. Cô mặc một bộ áo riêng biệt có thể tàng hình cùng cô khi sử dụng sức mạnh và cũng cho thấy sự nữ tính của cô.

## Đón nhận
Người phụ nữ tàng hình đứng ở vị trí thứ 99 trong danh sách các nhân vật truyện tranh của tờ Wizard IGN xếp cô ở vị trí thứ 66. Cô đứng thứ 85 trong danh sách "100 người phụ nữ gợi cảm nhất truyện tranh" với ngoại hình nữ tính và luôn mạnh mẽ.